# Бухта Саннефіорд
Бухта Саннефіо́рд (норв. Sandefjordbukta) — бухта між мисом Інгрід і краєм льодовика Тофте на західній стороні острова Петра I. Норвезька експедиція під керуванням Айвінда Тофте (Eyvind Toffte) Odd I обслідувала навкруги узбережжя острова Петра I у 1927 році. У лютому 1929 Norvegia під Нільса Ларсенп провела ряд досліджень по всьому острову, 2 лютого підняла тут норвезький прапор. Названа на честь норвезького міста Саннефіорд, центру китобійної промисловості.